# Себастиен Сиани
Себастиен Кловис Сиани (на френски: Sébastien Clovis Siani) е камерунски футболист, полузащитник.

## Кариера
Сиани е юноша на Академия Каджи Спорт, преди да премине в Юниън Дула през юли 2004 г.
Сиани се премества в Европа, присъединявайки се към Андерлехт през юли 2005 г., след което е преотстъпен на Зьолте Варегем. През сезон 2007/08 играе под наем в Ройал Юнион Синт Гилис. Следват 2 сезона във ФК Брюксел, а от 2013 г. Сиани е играч на КВ Остенде.

## Национален отбор
Сиани е роден в Сенегал в камерунско семейство. Това му дава право да играе за Камерун. Той дебютира за Камерун на 10 октомври 2015 г. в приятелска среща с Нигерия.

### Голове
| No | Дата           | Място                           | Съперник     | Голове | Резултат | Турнир                                          |
| -- | -------------- | ------------------------------- | ------------ | ------ | -------- | ----------------------------------------------- |
| 1. | 26 март 2016   | Лимбе Стейдиъм, Лимбе, Камерун  | Южна Африка  | 1:1    | 2:2      | Квалификации за Купа на африканските нации 2017 |
| 2. | 18 януари 2017 | Стад Д'Ангодже, Либревил, Габон | Гвинея-Бисау | 1:1    | 2:1      | Купа на африканските нации 2017                 |

## Отличия

### Международни
Камерун
- Купа на африканските нации: 2017